# Рожина, Лилиана Афанасьевна
Лилиана Афанасьевна Рожина (род. 4 сентября 2004 года, Якутия) — российская спортсменка, борец вольного стиля. Бронзовая медалистка чемпионата России 2023. Мастер спорта по вольной борьбе.

## Спортивная карьера
В январе 2021 года Рожина выиграла свой первый ДФО среди кадеток (до 17 лет) в весе до 69 кг. В апреле 2021 года выступила на первенстве России среди кадеток, но заняла лишь 18-е место, уступив в квалификации Елизавете Дудаевой из Красноярского края. В сентябре 2022 Рожина выступила на международном турнире памяти Сергея Смаля в Гомеле (Беларусь) и заняла третье место. В марте 2022 года выступила на первенстве России среди юниорок (до 20 лет) в Надыме (ЯНАО), но заняла лишь 7-е место. В ноябре 2022 года удачно выступила на «тупиковом» первенстве России среди юниорок в Наро-Фоминске, одолев в финале Анну Боеву из Сахалинской области. В январе 2023 года дебютировала на взрослом уровне, на гран-при Иван Ярыгин она в первом же круге проиграла монгольской спортсменке Бирмаа Очирбат. В марте 2023 года выиграла международный турнир памяти Романа Дмитриева в Якутске. В июне 2023 года выиграла бронзовую медаль на взрослом чемпионате страны, взяв верх над рязанской спортсменкой Ани Махмудян в матче за 3-е место. В ноябре 2023 года стала третьей на гран-при "Александр Медведь", который прошёл в Минске. В апреле 2024 года она пришла второй на первенстве России среди борцов до 21 года (юниорки) в Наро-Фоминске, Московская область. В сентябре 2024 года стала финалисткой первенства России до 23 лет в весе до 68 кг.

## Спортивные достижения
- 2023 Чемпионат России — ;
- 2023 II Игры стран СНГ — ;
- 2023, 2025 Гран-при Александр Медведь — ;[15]
- 2024 Первенство России среди юниорок — ;
- 2024 Первенство России до 23 лет — ;